# Gmina Çlirim
Gmina Çlirim (alb. Komuna Çlirim) – gmina położona w południowo-wschodniej części Albanii. Administracyjnie należy do okręgu Kolonja w obwodzie Korcza. W 2011 roku populacja gminy wynosiła 355 osób, 159 kobiety oraz 196 mężczyzn, z czego Albańczycy stanowili ponad 69% mieszkańców. 
W skład gminy wchodzi dwanaście miejscowości: Çlirim, Qesarakë, Kaltanj, Qytezë, Selenicë e Pishës, Luaras, Lenckë, Kurtez, Orgockë, Qinam-Radovickë, Radovickë, Psari i Zi.